# Kathy Bates
Kathleen Doyle Bates (ur. 28 czerwca 1948 w Memphis) – amerykańska aktorka, reżyserka i producentka filmowa. Laureatka Oscara za rolę w horrorze Misery (1990). Była jeszcze trzykrotnie nominowana do Oscara za role drugoplanowe w filmach: Barwy kampanii (1998), Schmidt (2002) i Richard Jewell (2019).

## Życiorys

### Wczesne lata
Urodziła się i wychowywała w Memphis w stanie Tennessee jako najmłodsza z trzech córek baptystów Bertye Kathleen (z domu Talbert; 1907–1997) i Langdona Doyle’a Batesa, inżyniera mechanika. Jej dziadek ze strony ojca Finis Langdon Bates był prawnikiem i autorem. Z kolei jej pradziadek wyemigrował do Nowego Orleanu, był kiedyś lekarzem prezydenta Andrew Jacksona. Ukończyła White Station High School (1965) i Southern Methodist University (1969) w Dallas na wydziale teatralnym.

### Kariera
Pracowała w teatrze regionalnym w Waszyngtonie, a także w Actors Theatre w Louisville i jako śpiewająca kelnerka w ośrodku Catskill Mountain. Po ukończeniu nauki, w 1970 przeniosła się do Nowego Jorku, gdzie pracowała przy kasie fiskalnej i przyjmowała zamówienia na lunch. Zadebiutowała w Buffalo's Studio Arena Theatre z Christopherem Walkenem w światowej premierze Lemon Sky Lanforda Wilsona. Wkrótce spektakl został przeniesiony na off-Broadway Playhouse Theatre, ale bez Kathy, a Walken zdobył nagrodę Drama Desk.
Na ekranie po raz pierwszy pojawiła się jako jedna z przesłuchiwanych piosenkarka w komedii Miloša Formana Odlot (1971), gdzie zaśpiewała nawet w jedną z piosenek „Even Horses Had Wings” z Buckiem Henry i Vincentem Schiavelli. W 1976 grała na off-Broadwayu w przedstawieniu Vanities, a w 1977 debiutowała na Broadway w spektaklu Goodbye Fidel. Trafiła potem do opery mydlanej NBC The Doctors (1977) jako Phyllis, sitcomu ABC Statek miłości (1978) jako Sally Allison oraz dramatu kryminalnego Zwolnienie warunkowe (1978) u boku Dustina Hoffmana i Theresy Russell jako Selma Darin.
Na początku lat 80. pojawiła się w komedii Roberta Altmana Wróć, Jimmy Deanie (Come Back to the Five and Dime, Jimmy Dean, Jimmy Dean, 1982) z Cher i Karen Black, komedii fantasy W swoim rodzaju (Two of a Kind, 1983) z Johnem Travoltą i Olivią Newton-John oraz dreszczowcu Sidneya Lumeta Nazajutrz (1986) z Jane Fondą i Jeffem Bridgesem. W 1984 wystąpiła w dwóch operach mydlanych ABC: Wszystkie moje dzieci (1984) jako Belle Bodelle i Tylko jedno życie jako Evelyn Maddox.
Jednak najsłynniejszą kreacją w filmografii Kathy Bates okazała się główna rola w ekranizacji powieści Stephena Kinga Misery (1990), kreacja fanatycznej miłośniczki prozy cenionego pisarza (James Caan), który nagle orientuje się, że w efekcie wypadku samochodowego obudził się nie w szpitalu, tylko w domu swej psychofanki. Za rolę otrzymała Oscara dla najlepszej aktorki pierwszoplanowej, pokonując wtedy Julię Roberts (Pretty Woman) i Meryl Streep (Pocztówki znad krawędzi). Rok później zagrała prostytutkę w Cieniach we mgle (Shadows and Fog, 1991) Woody’ego Allena, Hazel Quarrier w dramacie Hectora Babenco Zabawa w Boga (1991), oraz borykającą się z małżeńskimi problemami Evelyn Couch w średnim wieku, której życie zmienia się, gdy poznaje wiekową już damę w ciepło przyjętym komediodramacie Jona Avneta Smażone zielone pomidory (1991). Stworzyła również ciekawą kreację w komedii romantycznej Druga miłość (1992) z Shirley MacLaine i Dolores (1995). W Titanicu (1997) Jamesa Camerona, jednym z najbardziej kasowych filmów w historii kina, zagrała postać Margaret „Molly” Brown, której najsłynniejsza ekranowa kwestia brzmiała: „Zaraz wejdziesz do jaskini lwa, w co się ubierzesz?”. Za rolę Roberty Hertzel, matki przyszłego zięcia (Dermot Mulroney) Warrena Schmidta (Jack Nicholson) w komediodramacie Alexandra Payne’a Schmidt zdobyła nominację do Oscara. W 2020 otrzymała kolejną nominację do Oscara za rolę Bobi Jewell w filmie Richard Jewell.
Została także doceniona za dokonania reżyserskie. Za serial Dasha i Lily (1999) z Samem Shepardem i Judy Davis nominowano ją do Emmy, a za jeden z odcinków Sześciu stóp pod ziemią (Six Feet Under, 2001–03) do nagrody przyznawanej przez Directors Guild of America. Wyreżyserowała też odcinki takich seriali, jak Wydział zabójstw Baltimore (Homicide: Life on the Street, 1996), Nowojorscy gliniarze (NYPD Blue, 1997), Oz (1998), Everwood (2001), Fargo (2003) czy Have Mercy (2006).

## Filmografia jako aktorka

### Filmy
| Rok  | Tytuł                                                | Rola                    | Dodatkowe informacje                                         |
| ---- | ---------------------------------------------------- | ----------------------- | ------------------------------------------------------------ |
| 1971 | Odlot                                                | piosenkarka na castingu | wymieniona w napisach jako Bobo Bates                        |
| 1978 | Zwolnienie warunkowe                                 | Selma Darin             |                                                              |
| 1982 | Wróć, Jimmy Deanie                                   | Stella Mae              |                                                              |
| 1983 | W swoim rodzaju                                      | żona sprzedawcy mebli   |                                                              |
| 1986 | Johnny Bull                                          | Katherine Kovacs        | film telewizyjny                                             |
| 1986 | Nazajutrz                                            | kobieta z ulicy Mateo   |                                                              |
| 1987 | Uświęcone morderstwo                                 | Bobbi Burk              | film telewizyjny                                             |
| 1987 | Letnia gorączka                                      | Ruth                    |                                                              |
| 1987 | Nastoletni wampir                                    | Helen Blake             | wymieniona w napisach jako Kathy D. Bates                    |
| 1988 | Artur 2                                              | pani Canby              |                                                              |
| 1989 | Signs of Life                                        | Mary Beth Alder         |                                                              |
| 1989 | Bez wyroku                                           | Jessie                  | film telewizyjny                                             |
| 1989 | Rosyjska ruletka                                     | Jill                    |                                                              |
| 1989 | No Place Like Home                                   | Boonie Cooper           | film telewizyjny                                             |
| 1990 | Mężczyźni nie odchodzą                               | Lisa Coleman            |                                                              |
| 1990 | Dick Tracy                                           | pani Green              |                                                              |
| 1990 | Biały pałac                                          | Rosemary                |                                                              |
| 1990 | Misery                                               | Annie Wilkes            |                                                              |
| 1991 | Droga do Mekki                                       | Elsa Barlow             |                                                              |
| 1991 | Cienie we mgle                                       | prostytutka             |                                                              |
| 1991 | Zabawa w Boga                                        | Hazel Quarrier          |                                                              |
| 1991 | Smażone zielone pomidory                             | Evelyn Couch            |                                                              |
| 1992 | Preludium miłości                                    | Leah Blier              |                                                              |
| 1992 | Zakładnicy                                           | Peggy Say               | film telewizyjny                                             |
| 1992 | Druga miłość                                         | Bibby                   |                                                              |
| 1993 | Nasz własny dom                                      | Frances Lacey           |                                                              |
| 1993 | Living and Working in Space: The Countdown Has Begun | Księżycowa Mama         | film direct-to-video                                         |
| 1994 | Małolat                                              | mama z Alaski           |                                                              |
| 1994 | Klątwa                                               | Ella Tate               |                                                              |
| 1995 | Dolores                                              | Dolores Claiborne       |                                                              |
| 1995 | Angus                                                | Meg                     |                                                              |
| 1995 | Walc z West Side’u                                   | pani Goo                | film telewizyjny                                             |
| 1996 | Nocna zmiana                                         | Helen Kushnick          | film telewizyjny                                             |
| 1996 | Diabolique                                           | Shirley Vogel           |                                                              |
| 1996 | Wewnętrzna wojna                                     | Maurine Collier         |                                                              |
| 1997 | Kochankowie sztormowego morza                        | panna Swaffer           |                                                              |
| 1997 | Titanic                                              | Molly Brown             |                                                              |
| 1998 | Barwy kampanii                                       | Libby Holden            |                                                              |
| 1998 | The Effects of Magic                                 | Raphaella               | dubbing                                                      |
| 1998 | Kariera frajera                                      | Helen „Mama” Boucher    |                                                              |
| 1998 | Adwokat                                              | sędzia                  | niewymieniona w napisach                                     |
| 1999 | Baby Steps                                           | pani Mellon             | film krótkometrażowy                                         |
| 1999 | Annie                                                | Agatha Hannigan         | film telewizyjny                                             |
| 2000 | Bruno i anioły                                       | matka przełożona        |                                                              |
| 2000 | Opętanie                                             | studentka               | film telewizyjny; wymieniona w napisach jako Katherine Bates |
| 2001 | Wyścig szczurów                                      | sprzedawczyni wiewiórek | niewymieniona w napisach                                     |
| 2001 | Bandyci                                              | Ma James                |                                                              |
| 2002 | Love Liza                                            | Mary Ann Bankhead       |                                                              |
| 2002 | Opiekunka siostry                                    | Christine Chapman       | film telewizyjny                                             |
| 2002 | Znamię                                               | Miriam Belmont          |                                                              |
| 2002 | Schmidt                                              | Roberta Hertzel         |                                                              |
| 2002 | Bezwarunkowa miłość                                  | Grace Beasley           |                                                              |
| 2004 | The Ingrate                                          | sędzia                  | film krótkometrażowy                                         |
| 2004 | W 80 dni dookoła świata                              | królowa Wiktoria        |                                                              |
| 2004 | Czarna książeczka                                    | Kippie Kann             |                                                              |
| 2004 | Wyprawa Popeye’a: W poszukiwaniu Tatki               | morski demon            | dubbing                                                      |
| 2004 | Most przeznaczenia                                   | Markiza                 |                                                              |
| 2005 | Warm Springs                                         | Helena Mahoney          | film telewizyjny                                             |
| 2005 | Opiekunka                                            | Jane Stern              | film telewizyjny                                             |
| 2005 | Z ust do ust                                         | ciotka Mitzi            | niewymieniona w napisach                                     |
| 2005 | Hansel and Gretel                                    | narratorka              | film direct-to-video                                         |
| 2006 | Solace                                               | żona Marrowa            | film krótkometrażowy                                         |
| 2006 | Miłość na zamówienie                                 | Sue                     |                                                              |
| 2006 | Obcy krewni                                          | Agnes Menure            |                                                              |
| 2006 | Bonneville                                           | Margene                 |                                                              |
| 2006 | Pajęczyna Charlotty                                  | Bitsy                   | dubbing                                                      |
| 2006 | Guilty Hearts                                        | sędzia                  |                                                              |
| 2007 | Christmas Is Here Again                              | panna Dowdy             | dubbing                                                      |
| 2007 | Film o pszczołach                                    | Janet Benson            | dubbing                                                      |
| 2007 | Fred Claus, brat świętego Mikołaja                   | Mama Claus              |                                                              |
| 2007 | Złoty kompas                                         | Hester                  | dubbing                                                      |
| 2007 | P.S. Kocham cię                                      | Elizabeth               |                                                              |
| 2008 | The Family That Preys                                | Charlotte Cartwright    |                                                              |
| 2008 | Dzień, w którym zatrzymała się Ziemia                | Regina Jackson          |                                                              |
| 2008 | Droga do szczęścia                                   | Helen Givings           |                                                              |
| 2008 | W obliczu przeznaczenia                              | Gloria                  |                                                              |
| 2009 | Chéri                                                | Madame Charlotte Peloux |                                                              |
| 2009 | Wielki Mike. The Blind Side                          | panna Sue               |                                                              |
| 2010 | Walentynki                                           | Susan Milton            |                                                              |
| 2011 | Odrobina nieba                                       | Beverly Corbett         |                                                              |
| 2011 | O północy w Paryżu                                   | Gertrude Stein          |                                                              |
| 2011 | Nie można pocałować panny młodej                     | pani Lighthouse         |                                                              |
| 2014 | Tammy                                                | Lenore                  |                                                              |
| 2014 | Marnie. Przyjaciółka ze snów                         | pani Kadoya             | dubbing                                                      |
| 2014 | Chór                                                 | dyrektorka              |                                                              |
| 2015 | Wielka Gilly                                         | Maime Trotter           |                                                              |
| 2016 | Nieznajoma                                           | Nina                    |                                                              |
| 2016 | Szefowa                                              | Ida Marquette           |                                                              |
| 2016 | Zły Mikołaj 2                                        | Sunny Soke              |                                                              |
| 2017 | Krystal                                              | Vera                    |                                                              |
| 2018 | Moose                                                | sowa                    | film krótkometrażowy, telewizyjny                            |
| 2018 | The Death and Life of John F. Donovan                | Barbara Haggermaker     |                                                              |
| 2018 | On the Basis of Sex                                  | Dorothy Kenyon          |                                                              |
| 2019 | The Highwaymen                                       | Miriam A. Ferguson      |                                                              |
| 2019 | Richard Jewell                                       | Barbara „Bobi” Jewell   |                                                              |
| 2020 | Home                                                 | Bernadette              |                                                              |
| 2023 | Jesteś tam, Boże? To ja, Margaret                    | Sylvia Simon            |                                                              |
| 2023 | Klub cudownych kobiet                                | Eileen Dunnee           |                                                              |
| 2024 | Obóz wspomnień                                       | Ginny Moon              |                                                              |
| 2024 | Wspaniała Lillian                                    | Edith Wilson            | film telewizyjny; również producentka wykonawcza             |
| 2024 | Sprawa rodzinna                                      | Leila Ford              |                                                              |

### Seriale
| Rok       | Tytuł                             | Rola                                 | Odcinki                                             | Dodatkowe informacje                |
| --------- | --------------------------------- | ------------------------------------ | --------------------------------------------------- | ----------------------------------- |
| 1977      | The Doctors                       | Phyllis Gillette                     | 4 odcinki                                           |                                     |
| 1978      | Statek miłości                    | Sally Allison                        | „Too Hot to Handle/Family Reunion/Cinderella Story” |                                     |
| 1984      | Wszystkie moje dzieci             | Belle Bodelle                        | nieznany odcinek                                    |                                     |
| 1984      | Tylko jedno życie                 | Evelyn Maddox                        | „December 17, 1984”                                 |                                     |
| 1986      | Cagney i Lacey                    | Brenda Harris                        | „Revenge”                                           |                                     |
| 1986–1987 | St. Elsewhere                     | Polly                                | 2 odcinki                                           |                                     |
| 1989      | China Beach                       | Jan Wyatt                            | „The World (Part 2)”                                |                                     |
| 1989      | Prawnicy z Miasta Aniołów         | Charlotte Haley                      | „One Rat, One Ranger”                               |                                     |
| 1993      | Amerykańskie doświadczenia        | narratorka                           | „Amelia Earhart: The Price of Courage”              | serial dokumentalny                 |
| 1994      | Bastion                           | Rae Flowers                          | „The Plague”                                        | niewymieniona w napisach            |
| 1999      | Trzecia planeta od Słońca         | Charlotte Everly                     | „Alien Hunter”                                      |                                     |
| 2000      | Mad TV                            | babcia Stuarta                       | sezon 6, odcinek 2                                  | skecz                               |
| 2001      | Bobby kontra wapniaki             | policjantka na motorze               | „Lupe’s Revenge”                                    | dubbing                             |
| 2003–2005 | Sześć stóp pod ziemią             | Bettina                              | 10 odcinków                                         |                                     |
| 2004      | Amerykańskie doświadczenia        | narratorka                           | „Tupperware!”                                       | serial dokumentalny                 |
| 2009      | Alicja                            | Królowa Kier                         | 2 odcinki                                           |                                     |
| 2010–2011 | Biuro                             | Jo Bennett                           | 8 odcinków                                          |                                     |
| 2011–2012 | Harry’s Law                       | Harriet Korn                         | 34 odcinków                                         |                                     |
| 2012      | Dwóch i pół                       | Charlie Harper (duch)                | „Why We Gave Up Women”                              |                                     |
| 2013–2014 | American Horror Story: Sabat      | Delphine LaLaurie                    | 10 odcinków                                         | trzeci sezon American Horror Story  |
| 2014–2015 | American Horror Story: Freak Show | Ethel Darling                        | 10 odcinków                                         | czwarty sezon American Horror Story |
| 2014–2015 | Mike i Molly                      | Kay McKinnon                         | 2 odcinki                                           |                                     |
| 2015–2016 | American Horror Story: Hotel      | Iris                                 | 11 odcinków                                         | piąty sezon American Horror Story   |
| 2015      | Amerykański tata                  | D.O. Rothy                           | „Manhattan Magical Murder Mystery Tour”             | dubbing                             |
| 2016      | American Horror Story: Roanoke    | Thomasin White / Agnes Mary Winstead | 8 odcinków                                          | szósty sezon American Horror Story  |
| 2017      | Konflikt: Bette i Joan            | Joan Blondell                        | 5 odcinków                                          |                                     |
| 2017–2018 | Rodzina w oparach                 | Ruth Whitefeather Feldman            | 20 odcinków                                         |                                     |
| 2018      | Teoria wielkiego podrywu          | pani Fowler                          | 3 odcinki                                           |                                     |
| 2018      | American Horror Story: Apokalipsa | Miriam MeadDelphine LaLaurie         | 10 odcinków                                         | ósmy sezon American Horror Story    |
| 2024      | Matlock                           | Madeline „Matty” Matlock             | 18 odcinków                                         | również producentka wykonawcza      |

## Filmografia jako reżyserka
| Rok       | Tytuł serialu              | Odcinki                    | Rok  | Tytuł filmu  | Dodatkowe informacje |
| --------- | -------------------------- | -------------------------- | ---- | ------------ | -------------------- |
| 1995      | Great Performances         | „Talking With”             | 1999 | Dash i Lilly | film telewizyjny     |
| 1996      | Wydział zabójstw Baltimore | „Scene of the Crime”       | 2005 | Opiekunka    | film telewizyjny     |
| 1997      | Nowojorscy gliniarze       | „I Love Lucy”              | 2006 | Have Mercy   | film telewizyjny     |
| 1998      | Oz                         | „Family Bizness”           |      |              |                      |
| 2001–2003 | Sześć stóp pod ziemią      | 5 odcinków                 |      |              |                      |
| 2002      | Everwood                   | „The Great Doctor Brown”   |      |              |                      |
| 2003      | Fargo                      | niesprzedany pilot serialu |      |              |                      |

## Nagrody
- Nagroda Akademii Filmowej: Najlepsza aktorka: 1991 Misery
- Złoty Glob
  - Najlepsza aktorka w filmie dramatycznym: 1991 Misery
  - Najlepsza aktorka drugoplanowa w serialu, miniserialu lub filmie telewizyjnym: 1996 Nocna zmiana HBO
- Nagroda Gildii Aktorów Ekranowych: Najlepsza aktorka drugoplanowa: 1998 Barwy kampanii